# Skol Aviakompania
Skol Aviakompania (Russisch: Авиакомпания СКОЛ) is een Russische luchtvaartmaatschappij met haar thuisbasis in Krasnojarsk.

## Geschiedenis
Skol Aviakompania is opgericht in 2003.

## Vloot
De vloot van Skol Aviakompania bestaat uit:(dec.2006)
- 3 Yakolev Yak-40()
- 1 Antonov AN-24RV